# Сади Агоді
Сади Агоді або Ботанічні сади Агоді (англ. Agodi Gardens, англ. Agodi Botanical Gardens) — ботанічний сад та зоопарк у місті Ібадан (штат Ойо, Нігерія). Сади — це визначна туристична пам'ятка міста.
Серед об'єктів Садів Агоді:
- Аквапарк
- Озеро
- Міні-зоопарк
- Ігровий майданчик та атракціони для дітей
- Майданчик для пікніків

## Галерея

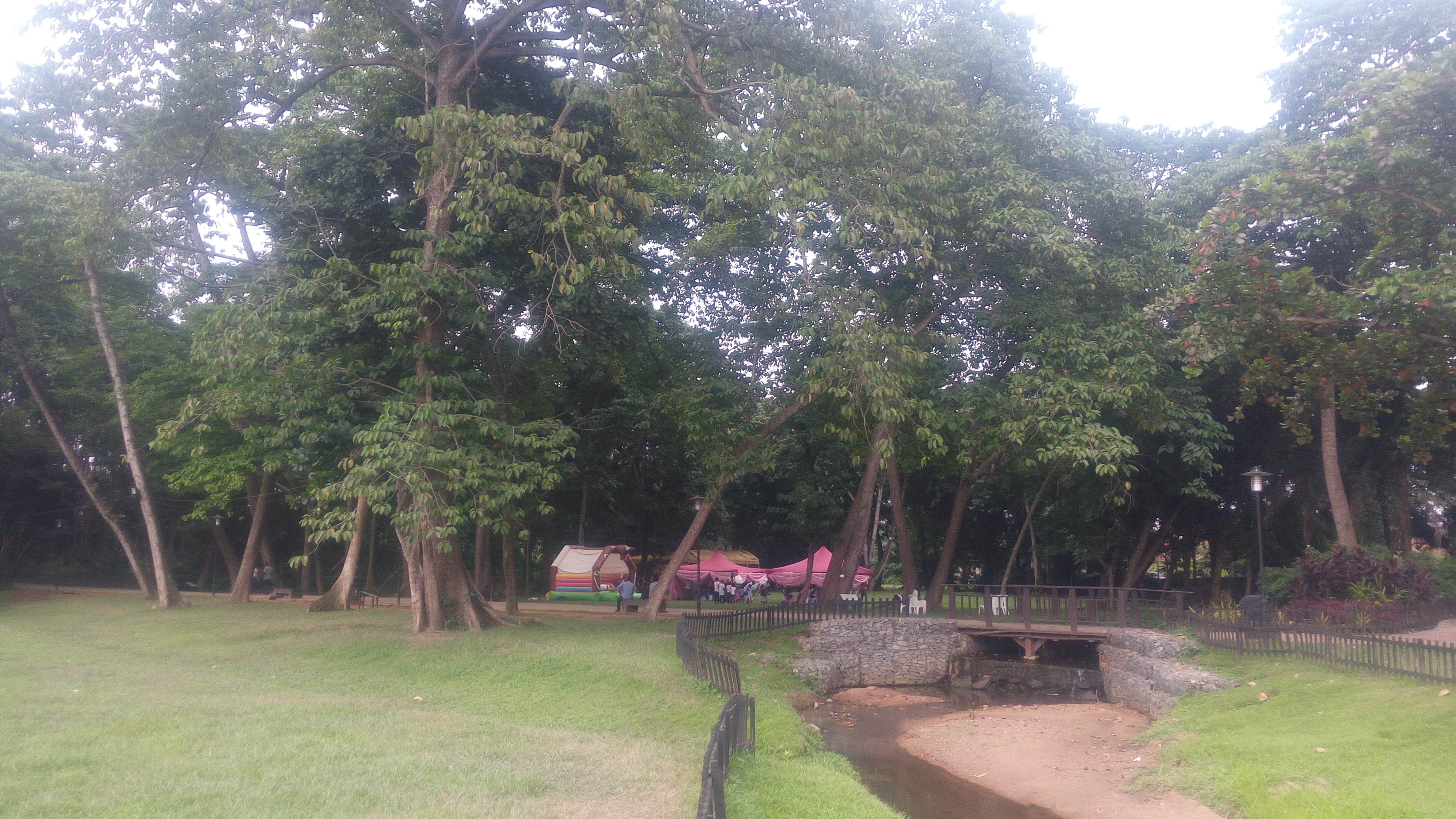
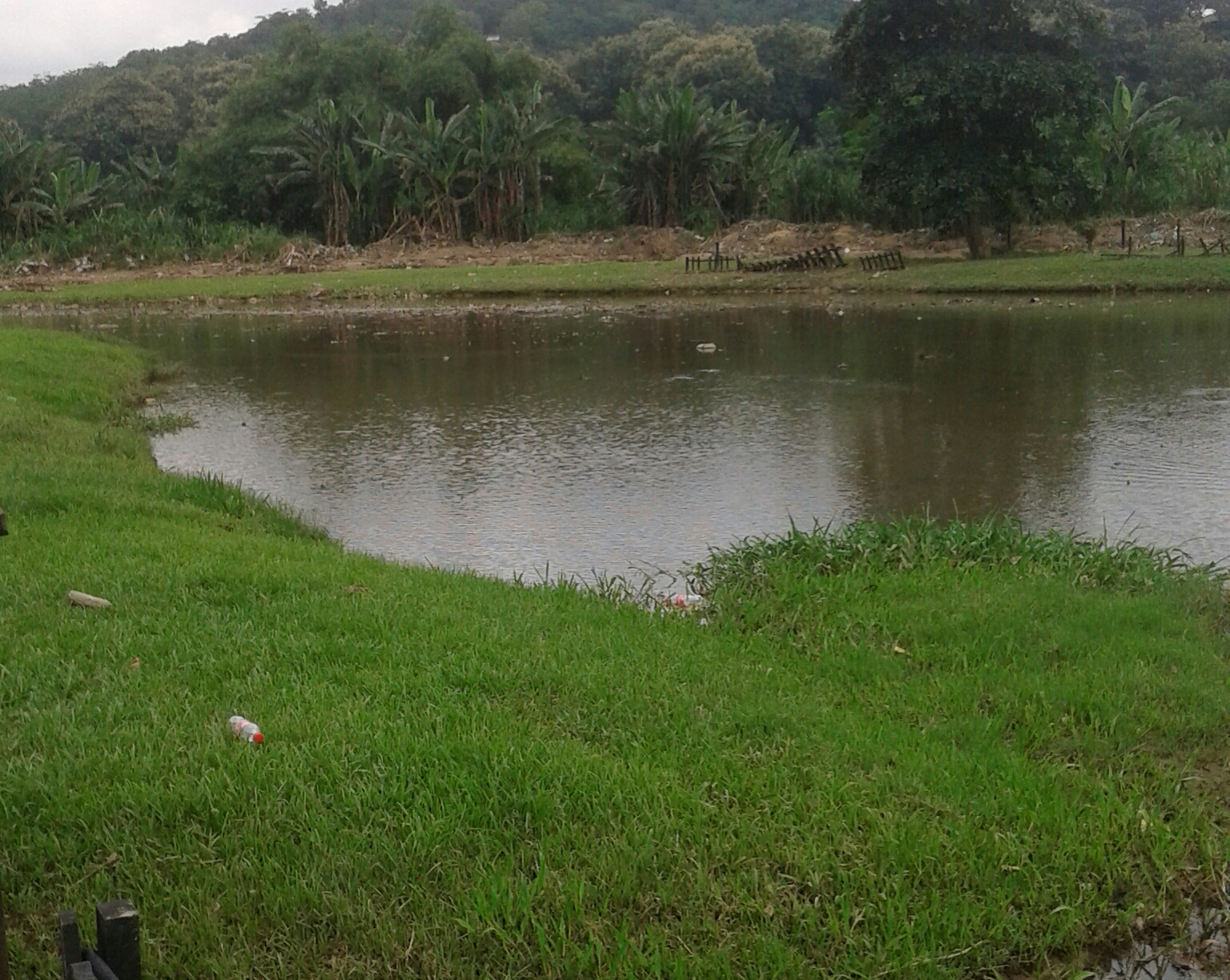
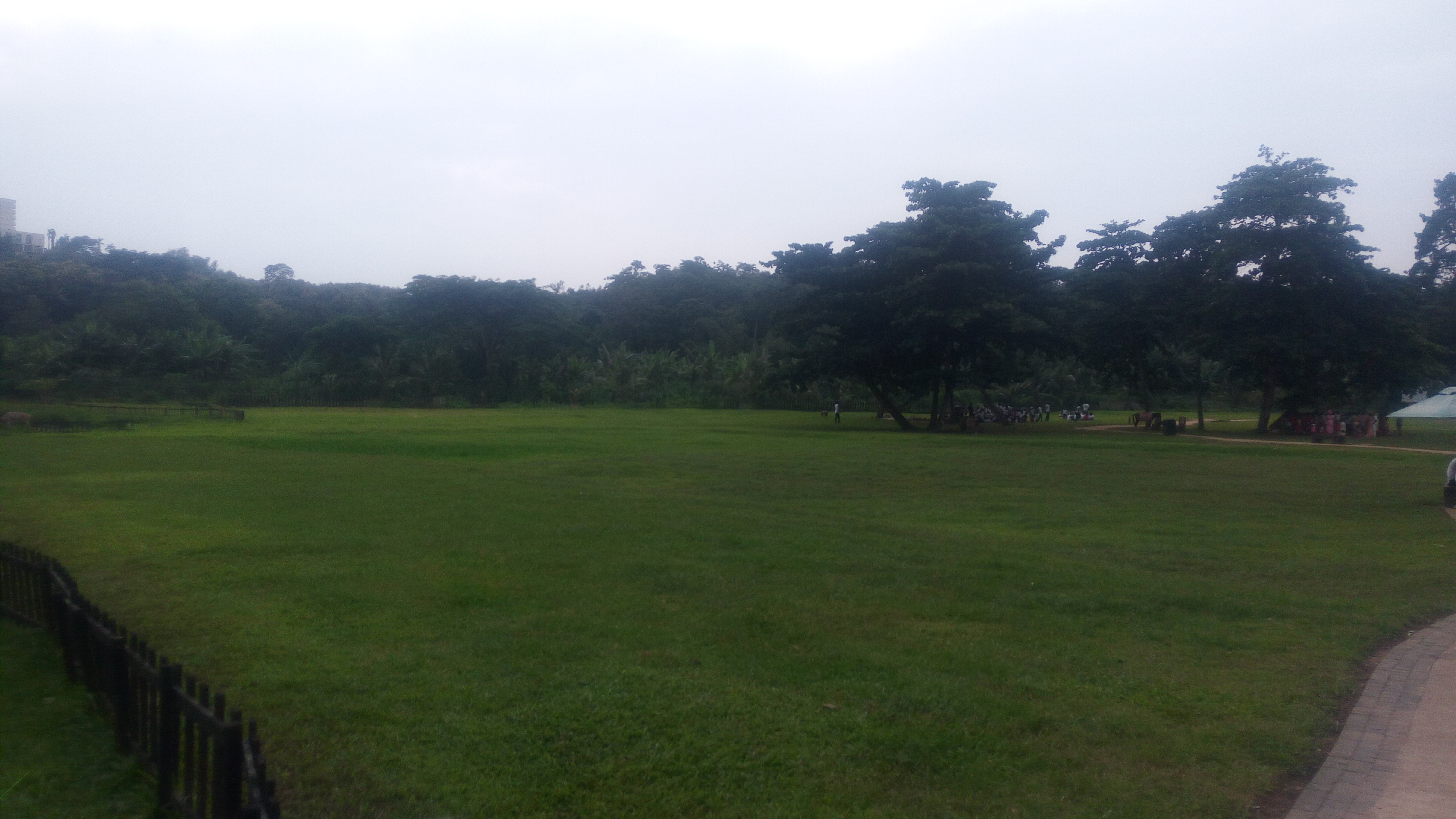

## Історія
Сади Агоді створені 1967 року. Перша назва — Зоологічний і ботанічний сад Агоді. Сади були зруйновані внаслідок повені 1980 року, а більшу частину тварин зметено бурхливим потоком води. Сади були відновлені 2012 року урядом штату Ойо та знову відкриті 2014 року.